# جواو رودريغو سيلفا سانتوس
جواو رودريغو سيلفا سانتوس (بالبرتغالية: João Rodrigo) (8 نوفمبر 1977 بريو دي جانيرو في البرازيل - 29 أكتوبر 2013 بريو دي جانيرو في البرازيل) هو لاعب كرة قدم برازيلي في مركز الهجوم. لعب مع نادي أوسترس ونادي ديبورتيفو أوليمبيا وDuque de Caxias Futebol Clube ‏ ونادي مادوريرا ونادي أولاريا أتلتيكو ونادي ريمو ونادي فولتا ريدوندا وبوافيستا سبورت ‏ ونادي اتلتيكو سوروكابا وAssociação Botafogo Futebol Clube ‏ وناسيونال ساو باولو ونادي بانغو أتلتيكو وBonsucesso Futebol Clube ‏ وEsporte Clube Tigres do Brasil ‏.

## وصلات خارجية
- جواو رودريغو سيلفا سانتوس على موقع قاعدة بيانات كرة القدم.إي يو (الإنجليزية)
- جواو رودريغو سيلفا سانتوس على موقع Soccerway.com (الإنجليزية)